# Foldeks mačka
Foldeks mačka je nova pasmina mačke nastala križanjem egzotične kratkodlake mačke i škotskog folda.
Sam naziv za ovu pasminu nastao je od naziva pasmina, čijim križanjem je nastala foldeks mačka: "scottish FOLD" i "EXotic cat".
Oko ove pasmine postoje proturječja zbog genetskog nasljeđa, odnosno defekata kostiju. Iz ovog razloga pasmina nije priznata u glavnim europskim i američkim registrima čistokrvnih mačaka (CFA, FIFa, GCCF), priznaje je jedino Kanadski registar (CCA).

## Vanjske poveznice
- Foldeks mačka na HomePet.com  Arhivirana inačica izvorne stranice od 18. prosinca 2005. (Wayback Machine)